# Teleochilus
Teleochilus là một chi ốc biển, là động vật thân mềm chân bụng sống ở biển trong họ Conidae.

## Các loài
Các loài thuộc chi Teleochilus bao gồm:
- Teleochilus royanus Iredale, 1924[2]